# Alfred Silver
Pour les articles homonymes, voir Silver.
Alfred Silver, né le 13 mars 1951 à Brandon au Manitoba (Canada), est un écrivain et dramaturge canadien, auteur de roman policier.

## Biographie
Né dans les Prairies canadiennes, il réside aujourd'hui en Nouvelle-Écosse.
Pas de quoi pleurer (Good Time Charlie's Back in Town Again, 1978), son seul roman traduit en français dans la Série noire se déroule dans l'Ouest canadien. Le héros de ce roman noir, un dénommé Jiggs, est embauché comme représentant par une compagnie pour vendre, sous cette couverture, de la drogue synthétique de première qualité. Mais, psychologiquement instables, voire suicidaires ou retors, ses collègues risquent à tout moment de faire foirer la combine. Son roman le plus connu, Acadia (1997), remporte le Thomas Head Raddall Award (en).
Également dramaturge, Alfred Silver voit plusieurs de ses pièces être diffusées sur les ondes de CBC Radio, notamment Gottingen, Rebel Angels of Song et Clean Sweep.

## Œuvre

### Romans
- Good Time Charlie's Back in Town Again (1978)
  - Pas de quoi pleurer, Super noire no 126 (1979)
- A Savage Place(1983)
- Red River Story (1988)
- Lord of the Plains (1990)
- Where the Ghost Horse Runs (1991)
- Keepers of the Dawn (1995)
- Acadia (1997) (Thomas Head Raddall Award (en) 1997)
- The Haunting of Maddie Prue (2000)
- Three Hills Home (2002)
- Acadia: A Novel (2004)
- Eulalie La Tour: Acadie 1755 (2004)
- Clean Sweep (2004)
- Back Roads of Membertou County (2006)
- A Place Out of Time (2007)
- The Boy Kelsey (2009)
- Runaway Horses (2013)

### Pièces radiophoniques
- Gottingen
- Rebel Angels of Song
- Clean Sweep (1997)
- The Man Who Thought Ian Tyson Was God
- The Unnamed Planet Tetralogy
- The Great Stork Derby
- The Transcontinental Barrel Roller
- Beginner's Luck

## Sources
- Claude Mesplède, Les Années "Série noire" bibliographie critique d'une collection policière, t. 4 : 1972-1982, Amiens, Encrage, coll. « Travaux » (no 25), 1995 (ISBN 978-2-906389-63-2), p. 206-207.
- Claude Mesplède et Jean-Jacques Schleret, SN, voyage au bout de la Noire : inventaire de 732 auteurs et de leurs œuvres publiés en séries Noire et Blème : suivi d'une filmographie complète, Paris, Futuropolis, 1982 (OCLC 11972030), p. 334
- Claude Mesplède et Jean-Jacques Schleret, SN Voyage au bout de la Noire (additif mise à jour 1982-1985) p. 134, Futuropolis, 1985